# Raúl Ballefín
Raúl Ballefín, vollständiger Name Raúl Ballefín Galeano, (* 23. Oktober 1923 in Minas; † 19. Februar 2013 in Montevideo) war ein uruguayischer Journalist, Basketballspieler und Trainer.

## Karriere

### Spieler
Ballefín wurde als Sohn uruguayischer Eltern geboren, die familiäre Wurzeln seines Vaters, eines Angestellten im Wirtschaftsministerium, lagen jedoch im französischen Lyon. Ballefín hatte sieben Geschwister. Aus der väterlichen Verwandtschaft stammte der bekannte Auktionator Pedro Ballefín Espinosa. Ballefíns Großvater mütterlicherseits war Nicasio Galeano, ein hochrangiger Militär und enger Vertrauter Latorres. Er wuchs seit 1930 in Montevideo auf und begann 1939 seine Basketballkarriere als Spieler bei Aguada. Die nächste Karrierestation des 1,83 Meter großen Ballefín war in der Folgezeit von 1943 bis 1947 Bohemios. Schließlich wechselte er zu Atenas. Bei diesem Verein feierte er seine größten Erfolge und beendete dort auch 1955 seine aktive Laufbahn.

### Trainer
Der Club Atlético Atenas war sodann 1955 das erste Team, das er als Trainer betreute. Anschließend wurde er – laut dem Inhalt einer Parlamentsrede des Abgeordneten Orrico – ab 1958 erstmals Coach der uruguayischen Basketballnationalmannschaft. Nach Angaben des Uruguayischen Basketballverbandes soll dies allerdings erst 1960 als Assistent von Hector López Reboledo der Fall gewesen sein. Im Zeitraum 1961 bis 1967 war er Cheftrainer der Celeste. Mit dieser wurde er 1961 zunächst Vize-Südamerikameister und führte sie bei der Basketball-Südamerikameisterschaft 1963 in Lima auf den dritten Platz. Bei den Olympischen Spielen 1964 in Tokio belegte er mit seinem Heimatland den achten Rang. Auch bei der Basketball-Weltmeisterschaft 1967 trat er mit der Celeste an und wurde Siebter. Insgesamt betreute er die Nationalmannschaft in 68 Begegnungen, gewann 43 Partien und unterlag mit seinem Team 23 mal. Es folgte 1971 eine Station als Nationaltrainer Kolumbiens. Damit war er mindestens bis 2011 der einzige uruguayische Trainer, der bislang zwei Nationalmannschaften trainierte. Weitere Arbeitgeber in seiner Trainerkarriere waren Urunday Universitario, Hebraica Macabi, der Club Atlético Peñarol, Stockolmo, Olimpia (Uruguayischer Meister 1965 mit Ballefín), Defensores de Maroñas, sein ehemaliger Klub als Aktiver Bohemios, Unión und Montevideo. Auch war er zuständig für die Auswahlmannschaften der Departamentos Salto und Montevideo.

## Sonstiges
Ballefín, der im Jahr 2011 bereits 62 Jahre mit seiner Ehefrau Élida Borrazás Varela ("Chicha") verheiratet war, arbeitete als Journalist. Er kommentierte Basketballspiele und hatte eine Basketball-Sendung beim Sender CX 38 SODRE. 2006 veröffentlichte er ein Buch mit dem Titel "Removiendo la historia". Zudem war er Gründer der Asociación Nacional de Entrenadores de Básquetbol del Uruguay (ANEBU), der uruguayischen Basketballtrainer-Vereinigung.